# 堂堂正正一辈子
《堂堂正正一辈子》是由作家冯承平、海燕合著的励志书，由张立红编辑，于2014年由清华大学出版社出版发行。
书作者冯承平表示，这本书是通过领会习近平的讲话和自身经历，来感悟人生。
两位作者把平装版《堂堂正正一辈子》的版税全部捐赠给了中国红十字会用于公益慈善事业。